# Apanteles singaporensis
Apanteles singaporensis är en stekelart som beskrevs av Szepligeti 1905. Apanteles singaporensis ingår i släktet Apanteles och familjen bracksteklar. Inga underarter finns listade i Catalogue of Life.